# Marmota monax
La marmota canadiense (Marmota monax), también conocida como Woodchuck o Groundhog (marmota en inglés) es una especie de roedor esciuromorfo de la familia Sciuridae. Al contrario que la mayoría de las marmotas, la canadiense no es una especie de montaña, sino que habita en zonas llanas. Se encuentra en gran parte de Canadá y Estados Unidos (incluida Alaska), pero ausente en las áreas de tundra, las Montañas Rocosas meridionales, los desiertos y las zonas pantanosas y subtropicales del golfo de México.

## Características
La longitud típica de la marmota canadiense es de 40 a 65 centímetros de largo más 15 de cola, con un peso de 2 a 4 kilogramos. En aquellas áreas donde abunda el alimento (especialmente la alfalfa) y no existen depredadores habituales, se pueden encontrar ejemplares de hasta 80 cm de largo y 14 kilos de peso. La esperanza de vida es de 6 años en la naturaleza y 10 en cautividad.

## Hábitat
Las marmotas canadienses se han multiplicado de forma notable desde la llegada de los primeros colonos europeos a Norteamérica, ya que la deforestación ha contribuido a la expansión de su hábitat típico, el de las llanuras herbáceas de clima templado-frío. La especie se encuentra con regularidad incluso en ciertas zonas habitadas de EE. UU., donde es un animal muy popular.

## Comportamiento
Como el resto de marmotas, construyen madrigueras donde duermen, crían a su prole e hibernan en los meses fríos. Estas madrigueras tienen normalmente dos entradas, para facilitar el acceso desde una zona más amplia en cuanto se detecten depredadores, así como para abandonarla si uno de ellos consigue colarse dentro. Aun así, antes de recurrir a la huida la marmota defiende ferozmente su guarida de los intrusos ayudándose de sus grandes uñas e incisivos, y no es raro que consiga expulsar del refugio a carnívoros como mofetas, zorros, perros pequeños o comadrejas.

## Reproducción

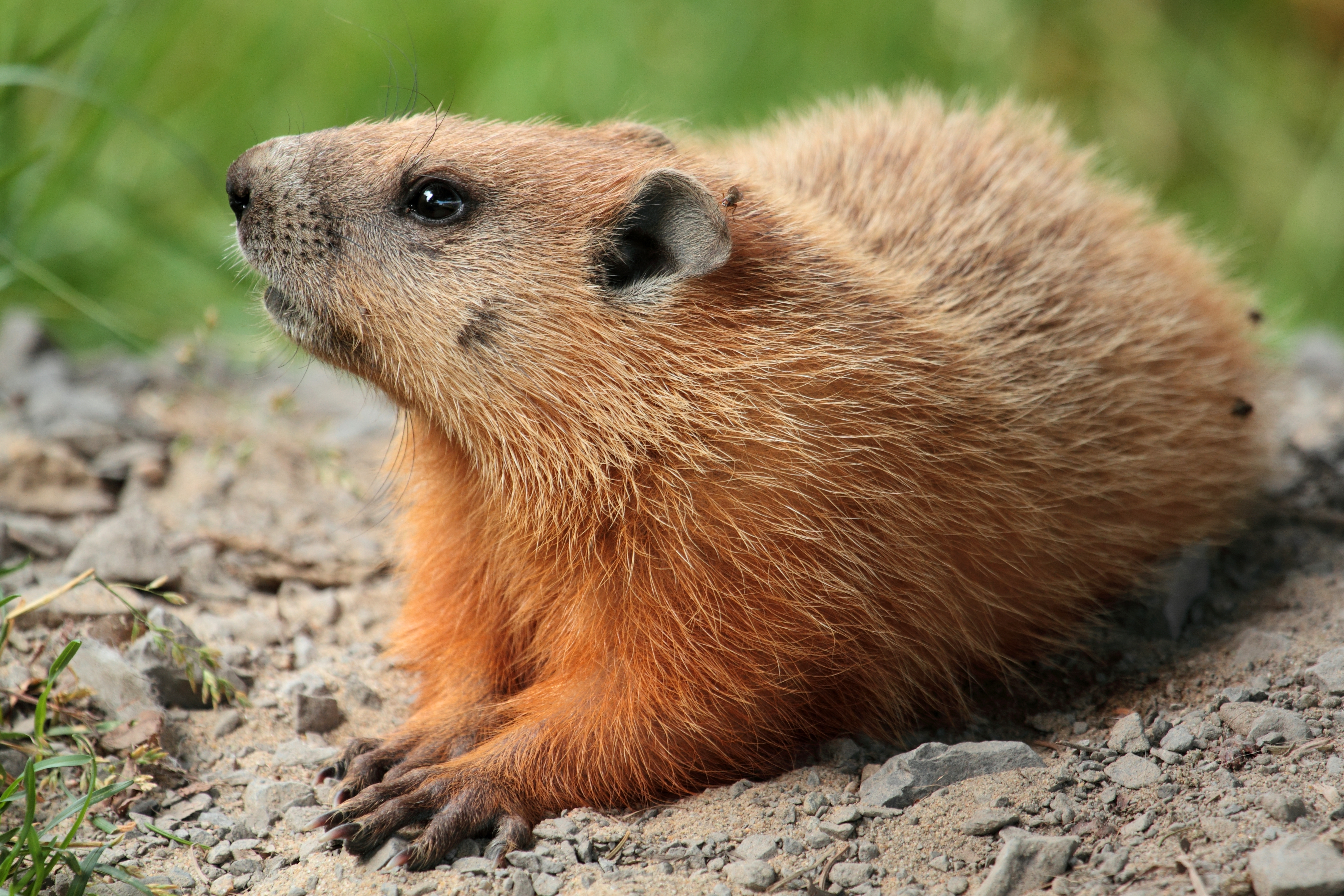

Las marmotas maduran y pueden reproducirse ya en su primer año de vida, aunque lo más normal es que esperen al segundo para tener su primera camada. La época de celo se produce entre marzo y abril, justo al término de la hibernación. Durante el periodo de gestación, que dura una treintena de días, macho y hembra permanecen juntos, abandonando el primero la madriguera cuando se produce el parto. Este consta de dos a seis crías que nacen ciegas, desnudas e incapaces de valerse por sí mismas. Crecen deprisa y alrededor del mes y medio de nacer ya abandonan el hogar materno.

## Subespecies
Se conocen cuatro subespecies de Marmota monax.
- Marmota monax monax
- Marmota monax canadensis
- Marmota monax ignava
- Marmota monax rufescens

## Fecha Cívica
La marmota canadiense es la protagonista del Día de la marmota, una festividad que se celebra tanto en Canadá como en Estados Unidos y en la que se da la bienvenida a la primavera.